# Discórdia do rádio na Austrália em 1970
A discórdia do rádio na Austrália em 1970, foi uma disputa "pay to play" (pague para tocar) entre as gravadoras de discos e as emissoras de rádio locais, durando entre maio e outubro. O desacordo entre a Federação de Emissoras Australianas de Rádio (FARB) e a Associação Australasiana de Direitos Performáticos (APRA, as seis maiores gravadoras) resultou em canções pop de sucesso da Austrália e Reino Unido serem recusadas a serem tocadas no rádio. A Australian Broadcasting Corporation, do governo, tinha seus próprios acordos, e por isso não foi envolvida na disputa
Uma vez que o banimento foi suspenso, o status quo ante foi o resultado: as gravadoras da APRA voltaram a fornecer material promocional gratuito para as rádios, e as rádios da FARB voltaram a tocá-las.

## Origem do problema
O evento todo começou no início de 1969, quando a nova "Lei de Direitos Autorais de 1968" foi aprovada: as gravadoras da APRA, que incluíam Polygram, EMI, RCA, a CBS e a Warner e Festival, decidiram eliminar o acordo de royalties com as rádios (FARB), da década de 1950.

As gravadoras exigiam pagamento pelo tocar das músicas nas rádios, alegando que estavam dando programação gratuita para as emissoras, ao proverem cópias promocionais para elas. As rádios, por sua vez, rejeitaram a taxa proposta, argumentando que estavam provendo enorme promoção gratuita dos discos que tocavam.